# Mieszko al II-lea Lambert
Mieszko al II-lea Lambert (n. 990 d.Hr. – d. 11 mai 1034, Poznań, Polonia) a fost rege al Poloniei în perioada 1025 – 1031 și duce din 1032 până la moartea sa.
A fost al doilea fiu al regelui Boleslau I cel Viteaz. Cu toate acestea, a fost fiul cel mai mare născut de a treia sa soție,  Emnilda, fiica lui Dobromir, posibil domnitor al Luzației. El a fost, probabil, numit după bunicul său din partea tatălui, Mieszko I. Cel de-al doilea nume, Lambert, considerat uneori în mod eronat ca fiind o poreclă, i-a fost dat ca o trimitere la cultul sfântului Lambert. De asemenea, este posibil ca numele de Lambert să fi fost ales după numele lui Lambert Mieszkowic, fratele vitreg al regelui Bolesław I. Se crede că alegerea acestui nume pentru fiul său a fost o expresie a relațiilor calde dintre Boleslaw I și mama sa vitregă Oda.
El a organizat două invazii devastatoare în Saxonia în 1028 și 1030. Apoi, Mieszko al II-lea a dus un război de apărare împotriva Germaniei, a Boemiei și a principilor kieveni. Mieszko al II-lea a fost nevoit să fugă din țara în 1031, după ce un atac al lui Iaroslav I cel Înțelept l-a pus rege pe tronul polonez pe Bezprym, fratele său vitreg mai în vârstă. Mieszko s-a refugiat în Boemia, unde a fost închis de către Ducele Oldrich. În 1032 el a revenit la putere în trei regiuni și a unit apoi țara. În acest moment, mai multe achiziții teritoriale poloneze ale tatălui său s-au pierdut: Luzația Superioară (cunoscută și sub numele de Milsko), o parte a Luzației Inferioare, Rutenia Roșie, vestul și partea centrală a Ungariei Superioare (acum Slovacia) și, probabil, Moravia.
Mieszko al II-lea era foarte bine educat pentru perioada sa. Știa să citească și să scrie, de asemenea știa atât limba greacă cât și limba latină. A fost poreclit pe nedrept Mieszko al II-lea Gnuśny (cu sensul de leneș). Asta datorită modului nefericit în care s-a încheiat domnia sa, deși la început a acționat ca un conducător iscusit și talentat.

## Viața

### Primii ani
Deoarece Mieszko al II-lea a fost activ politic înainte de moartea tatălui său, Bolesław I cel Viteaz l-a numit ca succesor al său. S-a implicat mai ales în politica germană, atât în calitate de reprezentant al tatălui său cât și de comandant al trupelor poloneze.
În 1013, Mieszko al II-lea a mers la Magdeburg, unde a adus un omagiu împăratului Henric al II-lea. Câteva luni mai târziu Bolesław I i-a adus personal un omagiu. Scopul real al vizitei lui Mieszko este neclar, mai ales că la scurt timp tatăl său a adus un omagiu Sfântului Imperiu Roman. Probabil, tânărul prinț a adus un omagiu pentru Milsko sau pentru Moravia și Luzația. Tratatul stipulează că a fost doar un omagiu personal, care nu a implicat obligații legale. O altă ipoteză presupune că teritoriile au fost transferate lui Mieszko de către Bolesław I, și, drept rezultat, Mieszko ar fi devenit un vasal al Sfântului Imperiu Roman.
Poziția de tânăr prinț, atât la curtea poloneză cât și la cea imperială, a devenit mai puternică în 1013 când s-a căsătorit cu Richeza (Ryksa), fiica contelui Palatine Ezzoe de Lotharingia și nepoată a împăratului Otto al III-lea. Ezzo era un prinț care a exercitat o influență considerabilă ca mare lider al opoziției împotriva lui Henric al II-lea. Probabil după nuntă și potrivit obiceiului, Bolesław I i-a dat lui Mieszko un district separat pentru a-l conduce: Cracovia. Unul dintre orașele sale, Wawel (acum parte a orașului), a fost ales de principe ca reședința sa.
În anul 1014, Mieszko al II-lea a fost trimis de tatăl său ca emisar în Boemia. El trebuia să-l convingă pe Ducele Oldřich să facă o alianță împotriva împăratului Henric al II-lea. Misiunea a eșuat și Oldřich l-a închis pe Mieszko. A fost eliberat doar după intervenția împăratului, care, în ciuda trădării planificate a lui Bolesław I, a acționat cu loialitate ca vasal al său. Drept rezultat, Mieszko a fost trimis la Curtea Imperială din Merseburg, ca ostatic. Henry al II-lea, probabil, a vrut să forțeze prezența regelui Bolesław I la Merseburg pentru a-l forța să-și explice acțiunile. Planul a eșuat însă, deoarece, sub presiunea rudelor sale, împăratul a fost de acord să-l elibereze în curând pe Mieszko.
Un an mai târziu, Mieszko al II-lea a stat în fruntea trupelor poloneze în următorul război împotriva împăratului. Campania nu a fost favorabilă lui Henric. Armata lui a avut nevoie de mai mult de o lună pentru a ajunge la linia de pe râul Oder, și odată ajunse acolo, trupele sale au întâmpinat o rezistență puternică, fiind conduse de Mieszko și de tatăl său. Henric al II-lea a trimis o delegație la conducătorii polonezi, într-un efort de a-i convinge să încheie un acord de pace. Mieszko al II-lea a refuzat, și după eșecul împăratului de a-i învinge trupele în luptă, Henric a decis retragerea trupelor la Dziadoszyce. Prințul polonez i-a urmărit, provocând pierderi grele armatei germane. Când armata poloneză a avansat până la Meissen, Mieszko al II-lea a încercat fără succes să asedieze castelul cumnatului său, margraful Herman I (soțul surorii sale Regelinda). Luptele s-au terminat în toamna anului și au fost reluate abia în 1017, după eșecul unor discuții privind pacea. Forțele imperiale au ocolit locul principal de apărare în apropiere de Krosno Odrzanskie și au asediat Niemcza. În același timp, în fruntea a zece legiuni, Mieszko s-a dus în Moravia unde a plănuit un atac aliat, împreună cu trupele din Boemia, împotriva împăratului. Această acțiune a forțat împăratul să renunțe la planul unui atac frontal. Un an mai târziu s-a încheiat Pacea de la Bautzen (30 ianuarie 1018), cu termeni extrem de favorabili pentru partea poloneză.
Începând cu 1028, el a purtat cu succes război împotriva Sfântului Imperiu Roman. El a fost capabil să respingă armata invadatoare, iar mai târziu chiar a invadat Saxonia. S-a aliat cu Regatul Ungariei, ceea ce a dus la o ocupație maghiară temporară a Vienei. Probabil acest război a fost determinat de legăturile de familie ale lui Mieszko din Germania care se opuneau împăratului Conrad al II-lea.
Din cauza morții lui Thietmar de Merseburg, principalul cronicar al acestei perioade, există puține informații despre viața lui Mieszko al II-lea din 1018 până în 1025, când a preluat în cele din urmă conducerea Poloniei. Numai Gallus Anonymus îl menționează mai apoi cu ocazia descrierii călătoriei tatălui în Rusia Kieveană în 1018: "din cauza faptului că fiul său (...), Mieszko nu a fost considerat încă capabil să preia guvernarea, el a numit un regent din cadrul familiei sale în timpul călătoriei sale în Rusia Kieveană". Această afirmație a fost, probabil, rezultatul ignoranței complete a cronicarului, deoarece în 1018 Mieszko al II-lea avea 28 de ani și putea deja să conducă singur țara.

## Rege al Poloniei

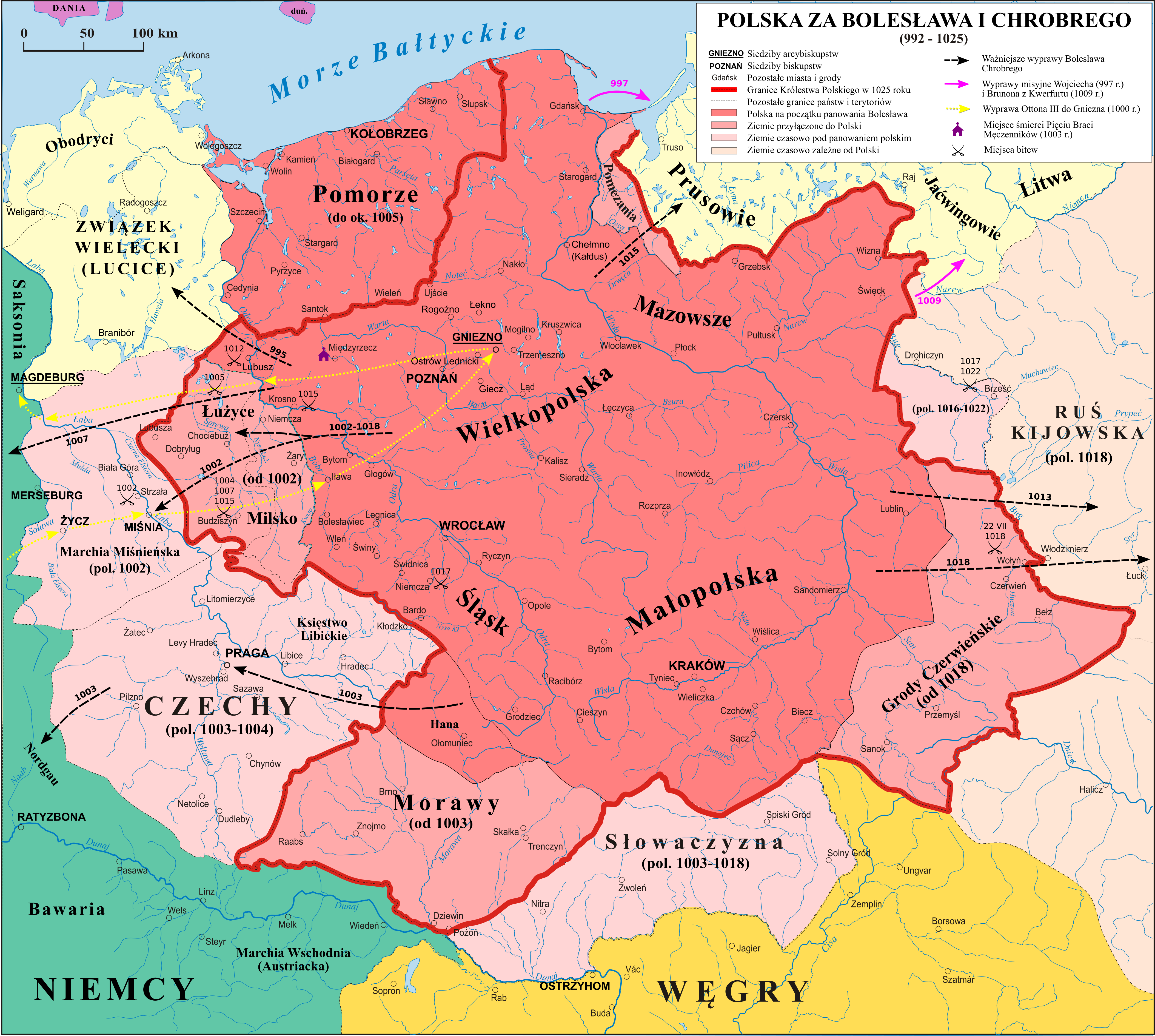
Cu roșu închis - granițele Poloniei în 1025, când Mieszko al II-lea ajunge rege al Poloniei

### Încoronare și moștenire
Bolesław I Viteazul a murit la 17 iunie 1025. Șase luni mai târziu, în ziua de Crăciun, Mieszko II Lambert a fost încoronat rege al Poloniei de către Arhiepiscopul de Gniezno, Hipolit, în Catedrala din Gniezno. Cronicarii contemporani germani au considerat acest lucru ca fiind un abuz de putere din partea Arhiepiscopului, dar necesar ca urmare a situației politice existente. După moartea tatălui său, Mieszko a moștenit un vast teritoriu, care, în plus față de Polonia Mare, Polonia Mică, Silezia și Pomerania Orientală includea, de asemenea, Pomerania Occidentală, precum și Luzația, Rutenia Roșie și teritoriul actual al Slovaciei. Este contestat faptul dacă Moravia mai era încă sub conducerea sa sau era deja pierdută. După ce domnia sa a început ca un important conducător în Europa Centrală, el era acum foarte important pentru Sfântul Imperiu Roman.
Domnia sa a fost marcată de probleme dinastice și familiare. Fratele său vitreg mai în vârstă, Bezprym, era fiul prințesei maghiare Judith, a doua soție a tatălui său Bolesław I. Mieszko a avut, de asemenea, un frate mai mic, Otto. Potrivit obiceiurilor slavone, era de așteptat ca un tată să-și împartă moștenirea la toți fiii săi. Cu toate acestea, deoarece Bolesław nu a dorit să fragmenteze regatul, frații lui Mieszko nu au primit nimic din moștenirea tatălui lor.
Deoarece Bezprym era fiul cel mai mare, au existat unii care au considerat că el ar fi trebuit să fie succesorul lui Bolesław I ca rege. Cu toate acestea, Bezprym a fost detestat mereu de către tatăl său, așa cum reiese și din numele său (Dinastia Piaștilor a avut tendința de a-și boteza copii cu nume cum ar fi Bolesław, Mieszko și mai târziu Cazimir, Władysław și împărații cu nume cum ar fi Otto, Konrad (Conrad) și Henryk (Heinrich). Bezprym a fost mai degrabă un nume comun, lucru care a sugerat că Bolesław I nu dorea ca acesta să fie succesorul său). Din acest motiv, Bezprym a fost trimis la o mănăstire.
Potrivit unor cronicari, Mieszko II i-a expulzat pe cei doi frați din țară. Otto s-a refugiat în Germania și Bezprym în Rusia Kieveană.

### Sprijin pentru opoziția germană

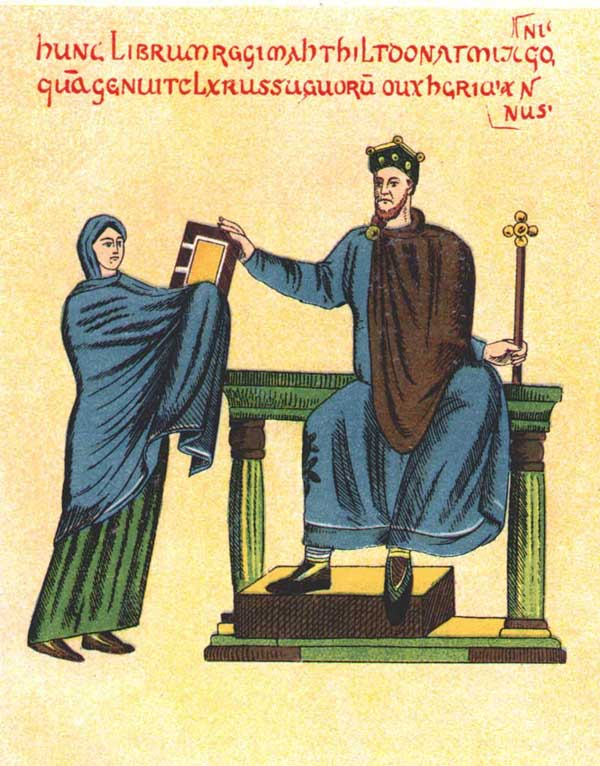
Mieszko al II-lea şi Ducesa Matilda a Suabiei. Este cea mai veche reprezentare contemporană cunoscută a unui conducător polonez.

În 1026 regele german Conrad al II-lea, a mers în Italia pentru încoronarea sa ca Împărat. Absența acestuia a dus la creșterea activităților opoziției sale condusă de ducii Ernest al II-lea de Suabia și Frederick al II-lea de Lorena. Adversarii lui Conrad al II-lea au conspirat pentru a obține sprijin din partea regelui Poloniei. Dovezi istorice ale acestor eforturi sunt în Cartea de rugăciuni trimisă lui Mieszko al II-lea de către Ducesa Matilda de Suabia în cca. 1027. Volumul este intitulat: officiorum Liber quem ordinem Romanum apellant și în el apare o miniatură cu ducesa care-i dă cartea lui Mieszko al II-lea în timp ce acesta stă pe un tron. Darul era însoțit de o scrisoare, în care Matilda îl laudă ca fiind un rege distins și un părinte model în ceea ce privește răspândirea creștinismului. De asemenea, laudă meritele lui Mieszko al II-lea de a fi construit biserici noi precum și cunoștințele sale de limba latină, lucru foarte neobișnuit în acele momente când limba greacă era cea mai folosită pe scară largă. În această carte s-au găsit cele mai timpurii scrieri ale Regatului Poloniei: neume pe marginea secvenței Ad célèbres rex celica. Cadoul a provocat efectul scontat și Mieszko al II-lea a promis să ia măsuri militare. Pregătirile pentru război au început în toamna anului 1027. În vara anului 1027, Conrad al II-lea a revenit în Germania și a început să lupte cu rebelii. Curând el l-a învins pe ducele Ernest al II-lea, privându-l de pământurile sale. Abia când rebelii au fost aproape de a pierde lupta a intervenit și Mieszko II în ajutorul lor. În 1028 trupele poloneze au invadat Saxonia, luând mai mulți prizonieri. Distrugerile au fost așa de mari încât, conform unor surse saxone, acolo unde trupele lui Mieszko al II-lea au pus piciorul, n-a mai crescut iarba niciodată. Împăratul l-a acuzat pe conducătorul polonez că a avut parte de o încoronare nelegitimă și l-a declarat uzurpator. Această invazie a implicat pământurile triburilor slavone Lutici. În octombrie 1028, un district al acestor triburi, Pöhlde, i-a cerut împăratului să-l apere de trupelor lui Mieszko, promițându-i sprijin în lupta împotriva domnitorului polonez.

### Expediții de represalii
În ciuda tratatului de pace dintre Polonia și Germania, împăratul a organizat în curând o expediție de represalii împotriva lui Mieszko al II-lea. Armata lui Conrad al II-lea a ajuns în Luzația în toamna anului 1029 și a început asediul cetății Bautzen, dar trupele germane nu au primit sprijinul promis de triburile Lutici și expediția a eșuat. Amenințat de unguri, împăratul a fost nevoit să se retragă.
Probabil că în acest an fiul lui Oldřich, Bretislaus I, a atacat și a ocupat Moravia.
În 1030, Mieszko al II-lea a refăcut o alianță cu Ungaria și a invadat din nou Saxonia. În același timp, aliatul său din sud a atacat Bavaria și a ocupat temporar Viena.
Ca răspuns, împăratul a organizat o altă expediție împotriva regelui polonez, de data aceasta prin organizarea unei coaliții împotriva acestuia. Deja din 1030 Iaroslav I cel Înțelept a început ofensiva și a cucerit Rutenia Roșie și unele castele din Bełz.
În 1031, împăratul a încheiat o pace cu Regatul Ungariei. Probabil, în schimbul sprijinului său, Conrad al II-lea i-a dat regelui Ștefan I teritoriile dintre râurile Leitha și Fischa. Prin urmare, împăratul, fiind mai puțin preocupat de un atac din sud, a trecut în toamna anului 1031 la o ofensivă împotriva Poloniei și a asediat Milsko. Ofensiva s-a încheiat cu un succes total, iar Mieszko al II-lea a fost nevoit să cedeze unele ținuturi. Astfel, regele polonez a pierdut porțiuni din pământurile cucerite de tatăl său, Bolesław I, care a luptat de multe ori împotriva împăratului Henric al II-lea.

### Situația în Polonia
Istoricii consideră că Mieszko al II-lea a capitulat așa de repede din cauza situației interne grave. Bolesław I cel Viteaz i-a lăsat fiului său un regat instabil, trebuind să-și apere autonomia și poziția sa printre conducătorii învecinați. Pe de altă parte, costurile mari ale unui război de durată au dus la scăderea popularității lui Mieszko al II-lea în rândul supușilor săi, în ciuda faptului că în timpul invaziei din Saxonia regele a apărat doar teritoriul țării. În plus, ultima înfrângere suferită în fața Sfântului Imperiu Roman a slăbit și mai mult poziția regelui, care a trebuit să se confrunte cu câteva revolte ale opoziției, care au susținut că războiul anterior nu a adus beneficiile așteptate. O altă problemă a fost criză dinastică: frații lui Mieszko al II-lea au continuat încercările de a recâștiga puterea cu ajutorul forțelor străine.

### Atacul lui Iaroslav I cel Înțelept. Detenția
Probabil că fratele care a provocat primele probleme ale lui Mieszko al II-lea a fost Bezprym, care, sprijinit de Otto, s-a aliat cu Rusia Kieveană, cu scopul de a prelua puterea. Când Mieszko al II-lea era ocupat să apere Luzația de trupele lui Conrad al II-lea,  în răsărit a început o expediție kieveană condusă de Iaroslav I cel Înțelept. În 1031, Polonia a fost invadată complet și după aceea Bezprym a fost pus pe tronul Poloniei. Mieszko al II-lea și familia sa au fost forțați să fugă din țară. Regina Richeza și copiii ei au găsit refugiu în Germania. Regele nu a putut fugi în Ungaria, deoarece drumul i-a fost blocat de trupele kievene, iar regele Ștefan I nu vedea cu ochi buni venirea acestuia în țara sa. Neavând alte variante, Mieszko al II-lea s-a dus în Boemia. Ducele Oldřich l-a întemnițat pentru a doua oară, dar de această dată regele nu mai putea conta pe sprijinul imperial. Mieszko al II-lea a fost nu numai închis, dar și castrat, ca o pedeapsă pentru faptele lui Bolesław I cel Viteaz, care îl orbise pe Ducele Boleslaus al III-lea cel Roșu (fratele lui Oldřich) cu treizeci de ani înainte. Potrivit unor surse, Mieszko al II-lea și soția sa nu s-au mai întâlnit niciodată; fiind oficial divorțați sau doar despărțiți.

### Revenirea pe tron
Noul Duce al Poloniei, Bezprym, a făcut probabil mai multe persecuții sângeroase împotriva urmașilor lui Mieszko al II-lea. În regat a început o reacție păgână care a dus la prăbușirea autorității lui Bezprym. Acesta a fost nevoit să trimită împăratului german coroana regală și însemnele regalității. După numai un an de domnie, Bezprym a fost ucis (1032), probabil la instigațiile fraților săi.
După moartea lui Bezprym, tronul polonez a rămas vacant. Mieszko al II-lea era încă închis în Boemia și Otto, probabil, în Germania. Surse germane declară că împăratul a organizat o expediție cu scopul de a invada Polonia. Nu se cunoaște ce s-a întâmplat după acest lucru, dar se știe cu siguranță că Mieszko al II-lea a fost eliberat de către Ducele Oldrich și a revenit în țară. După ce împăratul a aflat că adversarul său recent ar putea recâștiga puterea, a reacționat imediat și a început pregătirile pentru o nouă expediție împotriva Poloniei. Mieszko al II-lea nu era însă pregătit pentru această confruntare, așa că și-a folosit toată influența sa la curtea germană pentru a preveni acest conflict.
La 7 iulie 1032, a avut loc  în Merseburg o reuniune între Conrad al II-lea și moștenitorii supraviețuitori ai dinastiei Piast. Fără alte alternative, Mieszko al II-lea a fost nevoit să predea coroana regală și a fost de acord cu împărțirea Poloniei între el și cei doi concurenți ai săi: fratele său Otto și Dytryk (în germană: Thiedric; acesta era vărul său și nepot al Ducelui Mieszko I cu a treia sa soție Oda).
Mieszko a primit probabil Polonia Mică și Mazovia, Otto a obținut Silezia și Dytryk a luat Polonia Mare. Alți cercetători consideră că Mieszko al II-lea ar fi primit Polonia Mare în timp ce unele ținuturi învecinate ar fi fost cedate lui Otto și Dytryk.
Deși modul în care s-a făcut împărțirea este necunoscut, aceasta a fost de scurtă durată: în 1033 Otto a fost ucis de către unul din oamenii săi iar Mieszko al II-lea a preluat conducerea asupra domeniilor sale. La scurt timp după aceste fapte, el l-ar fi putut expulza pe Dytryk și, astfel, ar fi fost capabil să reunească întreaga țară sub conducerea sa.
Mieszko al II-lea și-a recâștigat întreaga putere, dar a fost nevoit să se lupte în continuare cu nobilimea și cu proprii săi supuși. Este de remarcat faptul că, în Polonia, nu s-a ținut cont de renunțarea sa la coroana regală, și, după 1032, el a fost numit tot rege în cronici.

### Moartea
Mieszko a murit brusc între 10 și 11 iulie 1034, probabil în Poznań. Cronicile poloneze declară fără urmă de îndoială că a murit din cauze naturale. Informațiile că ar fi fost ucis de purtătorul sabiei regale (în poloneză titlul se numește Miecznik) din cronicile lui Gottfried de Viterbo se referă da fapt la Bezprym. Cu toate acestea, istoricii moderni cred că a fost ucis într-un complot pus la cale de nobilime. A fost înmormântat în Catedrala Sf. Petru și Sf. Pavel.
După moartea lui Mieszko II-lea, țăranii polonezi au declanșat o reacție păgână. Motivele exacte și data sunt necunoscute. Singurul fiu al lui Mieszko al II-lea și moștenitor al său, Cazimir I, a fost expulzat, fie din cauza acestei insurecții, fie insurecția a fost cauzată de expulzarea lui Cazimir de către aristocrație.
Unii istorici moderni susțin că insurecția a fost cauzată mai mult din motive economice și mai puțin de probleme religioase, cum ar fi noile impozite către Biserică și militarizarea primului regim politic polonez. Preoți, călugări și cavaleri au fost uciși; orașe, biserici și mănăstiri au fost arse.
Haosul a luat proporții și mai mari atunci când, pe neașteptate, cehii au invadat dinspre sud Silezia și Polonia Mare (1039). Ținutul a fost împărțit între mai mulți conducători locali, dintre care doar unul singur este cunoscut sub numele de: Miecław, domnitor al Mazowsze. Polonia Mare a fost atât de devastată încât a încetat să mai fie nucleul regatului polonez. Capitala regatului a fost mutată la Cracovia, în Polonia Mică.

## Căsătorie și moștenitori
În Merseburg în cca. 1013, Mieszko al II-lea s-a căsătorit cu  Richeza (n. înainte de 1000 – d. Saalfeld, 21 martie 1063), fiică a Contelui Palatin Ezzo de Lotharingia. Au avut trei copii:
1. Cazimir Restauratorul (n. 25 iulie 1016 – d. 19 martie 1058).
2. Ryksa (n. cca. 1018 – d. după 1060), căsătorită în 1039/42 cu regele Béla I al Ungariei.
3. Gertruda (n. 1025 – d. Kiev, 4 ianuarie 1108), căsătorită în 1043 cu Marele Prinț Iziaslav I al Kievului.

## Legături externe
- Mieszko al II-lea la GeneAll.com